# Casamento da Virgem (El Greco)
Casamento da Virgem é uma pintura de 1603-1605 de El Greco, atualmente no Museu Nacional de Arte da Romênia. Mostrando as Bodas da Virgem, foi um dos cinco produzidos para o retábulo do altar-mor do Santuario de Nuestra Señora de la Caridad na cidade espanhola de Illescas, Toledo. As outras quatro obras ainda estão penduradas no Santuário (Virgem da Caridade, Anunciação, Coroação da Virgem e Natividade).